# Temporada 2014 del Campeonato Europeo de Fórmula 3 de la FIA
La temporada 2014 del Campeonato Europeo de Fórmula 3 de la FIA fue la tercera edición de dicha competición. Raffaele Marciello fue el piloto defensor del título, mientras que Prema Powerteam fue el equipo defensor. Comenzó en el circuito de Silverstone el 12 de abril y finalizó en Hockenheimring el 19 de octubre.
Esteban Ocon ganó el Campeonato de Pilotos y el Campeonato de Novatos, mientras que el equipo Prema Powerteam obtuvo el Campeonato de Equipos.

## Equipos y pilotos
Los pilotos y equipos para la temporada 2014 fueron los siguientes:
| Equipo                   | Chasis   | Motor      | N.º | Piloto              | Estado | Rondas       |
| ------------------------ | -------- | ---------- | --- | ------------------- | ------ | ------------ |
| Prema Powerteam          | F314/003 | Mercedes   | 1   | Nicholas Latifi     |        | 1–10         |
| Prema Powerteam          | F312/015 | Mercedes   | 2   | Esteban Ocon        | N      | Todas        |
| Prema Powerteam          | F312/030 | Mercedes   | 25  | Antonio Fuoco       | N      | Todas        |
| Prema Powerteam          | F312/005 | Mercedes   | 26  | Dennis van de Laar  |        | Todas        |
| Mücke Motorsport         | F312/019 | Mercedes   | 3   | Lucas Auer          |        | Todas        |
| Mücke Motorsport         | F312/023 | Mercedes   | 4   | Roy Nissany         |        | Todas        |
| Mücke Motorsport         | F312/020 | Mercedes   | 27  | Felix Rosenqvist    |        | Todas        |
| Carlin                   | F312/004 | Volkswagen | 5   | Jordan King         |        | Todas        |
| Carlin                   | F312/016 | Volkswagen | 6   | Ed Jones            |        | 1–3, 8–11    |
| Carlin                   | F312/001 | Volkswagen | 28  | Jake Dennis         | N      | Todas        |
| EuroInternational        | F312/053 | Mercedes   | 7   | Riccardo Agostini   |        | 1–3          |
| EuroInternational        | F312/003 | Mercedes   | 8   | Michele Beretta     | N      | Todas        |
| EuroInternational        | F312/053 | Mercedes   | 29  | Santino Ferrucci    | N      | 5–9          |
| EuroInternational        | F312/053 | Mercedes   | 29  | Sérgio Sette Câmara |        | 10           |
| EuroInternational        | F312/053 | Mercedes   | 29  | Stefano Coletti     |        | 11           |
| Fortec Motorsports       | F312/011 | Mercedes   | 9   | Mitch Gilbert       |        | 1–6          |
| Fortec Motorsports       | F312/011 | Mercedes   | 9   | Alfonso Celis Jr.   |        | 8            |
| Fortec Motorsports       | F312/011 | Mercedes   | 9   | Martin Cao          |        | 10           |
| Fortec Motorsports       | F312/007 | Mercedes   | 10  | John Bryant-Meisner |        | 1–6, 8       |
| Fortec Motorsports       | F312/007 | Mercedes   | 10  | Santino Ferrucci    | N      | 10–11        |
| ThreeBond with T-Sport   | F312/049 | NBE        | 11  | Spike Goddard       |        | 1–6, 8–11    |
| ThreeBond with T-Sport   | F312/008 | NBE        | 12  | Alexander Toril     |        | 1–6, 8–11    |
| ThreeBond with T-Sport   | F314/019 | NBE        | 32  | Nick Cassidy        |        | 10–11        |
| Double R Racing          | F313/001 | Mercedes   | 14  | Felipe Guimarães    |        | 1–6          |
| Van Amersfoort Racing    | F312/051 | Volkswagen | 15  | Jules Szymkowiak    | N      | Todas        |
| Van Amersfoort Racing    | F312/052 | Volkswagen | 16  | Gustavo Menezes     |        | Todas        |
| Van Amersfoort Racing    | F314/009 | Volkswagen | 30  | Max Verstappen      | N      | Todas        |
| Jo Zeller Racing         | F312/039 | Mercedes   | 17  | Sandro Zeller       |        | 2, 4–6, 8–11 |
| Jo Zeller Racing         | F312/044 | Mercedes   | 18  | Tatiana Calderón    |        | Todas        |
| Jagonya Ayam with Carlin | F314/020 | Volkswagen | 19  | Antonio Giovinazzi  |        | Todas        |
| Jagonya Ayam with Carlin | F312/002 | Volkswagen | 20  | Sean Gelael         |        | Todas        |
| Jagonya Ayam with Carlin | F312/010 | Volkswagen | 31  | Tom Blomqvist       |        | Todas        |
| Team West-Tec F3         | F314/007 | Mercedes   | 21  | Félix Serrallés     |        | Todas        |
| Team West-Tec F3         | F312/011 | Mercedes   | 22  | Hector Hurst        |        | 1–8          |
| Team West-Tec F3         | F312/011 | Mercedes   | 22  | Wing Chung Chang    |        | 9–11         |
| Signature                | F314/005 | Volkswagen | 23  | William Buller      |        | 10           |

| Icono | Leyenda               |
| ----- | --------------------- |
| N     | Campeonato de Novatos |

## Calendario
El calendario consistió de las siguientes 11 rondas:
| Ronda | Ronda | Circuito                             | Fecha         | Categoría principal            |
| ----- | ----- | ------------------------------------ | ------------- | ------------------------------ |
| 1     | C1    | Circuito de Silverstone, Silverstone | 19 de abril   | 6 Horas de Silverstone (WEC)   |
| 1     | C2    | Circuito de Silverstone, Silverstone | 19 de abril   | 6 Horas de Silverstone (WEC)   |
| 1     | C3    | Circuito de Silverstone, Silverstone | 20 de abril   | 6 Horas de Silverstone (WEC)   |
| 2     | C1    | Hockenheimring, Hockenheim           | 3 de mayo     | Deutsche Tourenwagen Masters   |
| 2     | C2    | Hockenheimring, Hockenheim           | 4 de mayo     | Deutsche Tourenwagen Masters   |
| 2     | C3    | Hockenheimring, Hockenheim           | 4 de mayo     | Deutsche Tourenwagen Masters   |
| 3     | C1    | Circuito de Pau-Ville, Pau           | 10 de mayo    | Gran Premio de Pau             |
| 3     | C2    | Circuito de Pau-Ville, Pau           | 11 de mayo    | Gran Premio de Pau             |
| 3     | C3    | Circuito de Pau-Ville, Pau           | 11 de mayo    | Gran Premio de Pau             |
| 4     | C1    | Hungaroring, Mogyoród                | 31 de mayo    | Deutsche Tourenwagen Masters   |
| 4     | C2    | Hungaroring, Mogyoród                | 1 de junio    | Deutsche Tourenwagen Masters   |
| 4     | C3    | Hungaroring, Mogyoród                | 1 de junio    | Deutsche Tourenwagen Masters   |
| 5     | C1    | Circuito de Spa-Francorchamps, Spa   | 21 de junio   | Campeonato Mundial de Turismos |
| 5     | C2    | Circuito de Spa-Francorchamps, Spa   | 21 de junio   | Campeonato Mundial de Turismos |
| 5     | C3    | Circuito de Spa-Francorchamps, Spa   | 22 de junio   | Campeonato Mundial de Turismos |
| 6     | C1    | Norisring, Núremberg                 | 28 de junio   | Deutsche Tourenwagen Masters   |
| 6     | C2    | Norisring, Núremberg                 | 29 de junio   | Deutsche Tourenwagen Masters   |
| 6     | C3    | Norisring, Núremberg                 | 29 de junio   | Deutsche Tourenwagen Masters   |
| 7     | C1    | Moscow Raceway, Volokolamsk          | 12 de julio   | Deutsche Tourenwagen Masters   |
| 7     | C2    | Moscow Raceway, Volokolamsk          | 13 de julio   | Deutsche Tourenwagen Masters   |
| 7     | C3    | Moscow Raceway, Volokolamsk          | 13 de julio   | Deutsche Tourenwagen Masters   |
| 8     | C1    | Red Bull Ring, Spielberg             | 2 de agosto   | Deutsche Tourenwagen Masters   |
| 8     | C2    | Red Bull Ring, Spielberg             | 3 de agosto   | Deutsche Tourenwagen Masters   |
| 8     | C3    | Red Bull Ring, Spielberg             | 3 de agosto   | Deutsche Tourenwagen Masters   |
| 9     | C1    | Nürburgring, Nürburg                 | 16 de agosto  | Deutsche Tourenwagen Masters   |
| 9     | C2    | Nürburgring, Nürburg                 | 17 de agosto  | Deutsche Tourenwagen Masters   |
| 9     | C3    | Nürburgring, Nürburg                 | 17 de agosto  | Deutsche Tourenwagen Masters   |
| 10    | C1    | Autodromo Enzo e Dino Ferrari, Imola | 11 de octubre | Campeonato GT Italiano         |
| 10    | C2    | Autodromo Enzo e Dino Ferrari, Imola | 12 de octubre | Campeonato GT Italiano         |
| 10    | C3    | Autodromo Enzo e Dino Ferrari, Imola | 12 de octubre | Campeonato GT Italiano         |
| 11    | C1    | Hockenheimring, Hockenheim           | 18 de octubre | Deutsche Tourenwagen Masters   |
| 11    | C2    | Hockenheimring, Hockenheim           | 18 de octubre | Deutsche Tourenwagen Masters   |
| 11    | C3    | Hockenheimring, Hockenheim           | 19 de octubre | Deutsche Tourenwagen Masters   |

## Resultados
| Ronda | Ronda | Ronda             | Pole Position      | Vuelta rápida      | Piloto ganador     | Equipo ganador              | Novato ganador |
| ----- | ----- | ----------------- | ------------------ | ------------------ | ------------------ | --------------------------- | -------------- |
| 1     | C1    | Silverstone       | Tom Blomqvist      | Tom Blomqvist      | Tom Blomqvist      | Jagonya Ayam with Carlin    | Esteban Ocon   |
| 1     | C2    | Silverstone       | Esteban Ocon       | Esteban Ocon       | Esteban Ocon       | Prema Powerteam             | Esteban Ocon   |
| 1     | C3    | Silverstone       | Esteban Ocon       | Antonio Fuoco      | Antonio Fuoco      | Prema Powerteam             | Antonio Fuoco  |
| 2     | C1    | Hockenheim        | Lucas Auer         | Lucas Auer         | Lucas Auer         | kfzteile24 Mücke Motorsport | Jake Dennis    |
| 2     | C2    | Hockenheim        | Max Verstappen     | Tom Blomqvist      | Esteban Ocon       | Prema Powerteam             | Esteban Ocon   |
| 2     | C3    | Hockenheim        | Max Verstappen     | Antonio Fuoco      | Max Verstappen     | Van Amersfoort Racing       | Max Verstappen |
| 3     | C1    | Pau               | Esteban Ocon       | Esteban Ocon       | Esteban Ocon       | Prema Powerteam             | Esteban Ocon   |
| 3     | C2    | Pau               | Esteban Ocon       | Felix Rosenqvist   | Tom Blomqvist      | Jagonya Ayam with Carlin    | Esteban Ocon   |
| 3     | C3    | Pau               | Esteban Ocon       | Felix Rosenqvist   | Felix Rosenqvist   | kfzteile24 Mücke Motorsport | Esteban Ocon   |
| 4     | C1    | Hungaroring       | Esteban Ocon       | Tom Blomqvist      | Tom Blomqvist      | Jagonya Ayam with Carlin    | Esteban Ocon   |
| 4     | C2    | Hungaroring       | Esteban Ocon       | Esteban Ocon       | Esteban Ocon       | Prema Powerteam             | Esteban Ocon   |
| 4     | C3    | Hungaroring       | Esteban Ocon       | Esteban Ocon       | Esteban Ocon       | Prema Powerteam             | Esteban Ocon   |
| 5     | C1    | Spa-Francorchamps | Esteban Ocon       | Max Verstappen     | Max Verstappen     | Van Amersfoort Racing       | Max Verstappen |
| 5     | C2    | Spa-Francorchamps | Gustavo Menezes    | Esteban Ocon       | Max Verstappen     | Van Amersfoort Racing       | Max Verstappen |
| 5     | C3    | Spa-Francorchamps | Esteban Ocon       | Esteban Ocon       | Max Verstappen     | Van Amersfoort Racing       | Max Verstappen |
| 6     | C1    | Norisring         | Felix Rosenqvist   | Max Verstappen     | Max Verstappen     | Van Amersfoort Racing       | Max Verstappen |
| 6     | C2    | Norisring         | Max Verstappen     | Max Verstappen     | Max Verstappen     | Van Amersfoort Racing       | Max Verstappen |
| 6     | C3    | Norisring         | Max Verstappen     | Max Verstappen     | Max Verstappen     | Van Amersfoort Racing       | Max Verstappen |
| 7     | C1    | Moscow            | Esteban Ocon       | Max Verstappen     | Esteban Ocon       | Prema Powerteam             | Esteban Ocon   |
| 7     | C2    | Moscow            | Esteban Ocon       | Esteban Ocon       | Esteban Ocon       | Prema Powerteam             | Esteban Ocon   |
| 7     | C3    | Moscow            | Esteban Ocon       | Tom Blomqvist      | Esteban Ocon       | Prema Powerteam             | Esteban Ocon   |
| 8     | C1    | Spielberg         | Esteban Ocon       | Antonio Giovinazzi | Tom Blomqvist      | Jagonya Ayam with Carlin    | Jake Dennis    |
| 8     | C2    | Spielberg         | Antonio Giovinazzi | Antonio Giovinazzi | Antonio Fuoco      | Prema Powerteam             | Antonio Fuoco  |
| 8     | C3    | Spielberg         | Antonio Giovinazzi | Antonio Giovinazzi | Antonio Giovinazzi | Jagonya Ayam with Carlin    | Jake Dennis    |
| 9     | C1    | Nürburgring       | Max Verstappen     | Tom Blomqvist      | Max Verstappen     | Van Amersfoort Racing       | Max Verstappen |
| 9     | C2    | Nürburgring       | Tom Blomqvist      | Tom Blomqvist      | Antonio Giovinazzi | Jagonya Ayam with Carlin    | Esteban Ocon   |
| 9     | C3    | Nürburgring       | Tom Blomqvist      | Tom Blomqvist      | Lucas Auer         | kfzteile24 Mücke Motorsport | Max Verstappen |
| 10    | C1    | Imola             | Esteban Ocon       | Felix Rosenqvist   | Esteban Ocon       | Prema Powerteam             | Esteban Ocon   |
| 10    | C2    | Imola             | Tom Blomqvist      | Tom Blomqvist      | Tom Blomqvist      | Jagonya Ayam with Carlin    | Max Verstappen |
| 10    | C3    | Imola             | Max Verstappen     | Max Verstappen     | Max Verstappen     | Van Amersfoort Racing       | Max Verstappen |
| 11    | C1    | Hockenheim        | Max Verstappen     | Max Verstappen     | Max Verstappen     | Van Amersfoort Racing       | Max Verstappen |
| 11    | C2    | Hockenheim        | Tom Blomqvist      | Tom Blomqvist      | Tom Blomqvist      | Jagonya Ayam with Carlin    | Esteban Ocon   |
| 11    | C3    | Hockenheim        | Tom Blomqvist      | Lucas Auer         | Lucas Auer         | kfzteile24 Mücke Motorsport | Max Verstappen |

- [1]

Puntuaciones
| Posición | 1º | 2º | 3º | 4º | 5º | 6º | 7º | 8º | 9º | 10º |
| Puntos   | 25 | 18 | 15 | 12 | 10 | 8  | 6  | 4  | 2  | 1   |

### Campeonato de Pilotos
| Pos.                                       | Piloto              | SIL | SIL | SIL | HOC | HOC | HOC | PAU | PAU | PAU | HUN | HUN | HUN | SPA | SPA | SPA | NOR | NOR | NOR | MSC | MSC | MSC | RBR | RBR | RBR | NÜR | NÜR | NÜR | IMO | IMO | IMO | HOC | HOC | HOC | Puntos |
| ------------------------------------------ | ------------------- | --- | --- | --- | --- | --- | --- | --- | --- | --- | --- | --- | --- | --- | --- | --- | --- | --- | --- | --- | --- | --- | --- | --- | --- | --- | --- | --- | --- | --- | --- | --- | --- | --- | ------ |
| 1                                          | Esteban Ocon        | 2   | 1   | 3   | 9   | 1   | 2   | 1   | 2   | 2   | 2   | 1   | 1   | Ret | 2   | 2   | 2   | 14  | 2   | 1   | 1   | 1   | 13  | Ret | 13  | 6   | 3   | Ret | 1   | 4   | 3   | 7   | 4   | 7   | 478    |
| 2                                          | Tom Blomqvist       | 1   | 4   | 6   | 4   | 5   | Ret | 11  | 1   | 3   | 1   | 5   | 6   | 4   | 8   | 6   | 10  | Ret | Ret | 4   | 3   | 7   | 1   | 2   | 2   | 5   | 2   | 2   | 3   | 1   | 5   | 3   | 1   | 3   | 420    |
| 3                                          | Max Verstappen      | Ret | 5   | 2   | Ret | DNS | 1   | 3   | Ret | Ret | Ret | 16  | 4   | 1   | 1   | 1   | 1   | 1   | 1   | 3   | Ret | 2   | 5   | 4   | 12  | 1   | Ret | 3   | Ret | 2   | 1   | 1   | 5   | 6   | 411    |
| 4                                          | Lucas Auer          | 5   | 12  | 8   | 1   | 4   | 4   | 2   | 7   | 6   | 4   | 3   | 3   | 2   | Ret | 21  | 3   | 3   | 8   | 5   | 4   | Ret | 10  | 3   | 3   | 7   | 5   | 1   | 6   | 5   | 8   | 2   | 3   | 1   | 365    |
| 5                                          | Antonio Fuoco       | 4   | 3   | 1   | 11  | Ret | 3   | 17  | 19† | 11  | 19  | 2   | 2   | 5   | Ret | 16  | Ret | 7   | 9   | 6   | 2   | 3   | 6   | 1   | 19  | 2   | 4   | 4   | 16  | 25  | 2   | 14  | DSQ | DNS | 255    |
| 6                                          | Antonio Giovinazzi  | 12  | 8   | 5   | Ret | 2   | 5   | 7   | 4   | 10  | 23† | 6   | 5   | Ret | 9   | 11  | Ret | 9   | 7   | 13  | 16  | 10  | 2   | 16  | 1   | 3   | 1   | Ret | 5   | 3   | Ret | 4   | 2   | 5   | 238    |
| 7                                          | Jordan King         | 3   | 6   | 9   | 3   | 9   | 7   | 5   | 18† | 9   | 5   | Ret | DNS | 10  | 10  | 10  | Ret | 2   | 3   | 2   | 5   | Ret | 9   | Ret | 7   | 4   | 6   | 5   | 2   | 19  | 11  | 6   | 13  | 2   | 217    |
| 8                                          | Felix Rosenqvist    | 9   | 14  | 7   | 5   | 7   | Ret | 14  | Ret | 1   | 3   | 4   | 17  | 7   | 4   | 9   | 6   | 6   | 11  | 8   | 7   | 5   | 4   | Ret | Ret | 8   | 7   | Ret | 4   | 9   | Ret | 5   | 6   | 4   | 198    |
| 9                                          | Jake Dennis         | 17  | 17  | Ret | 7   | 10  | 6   | 4   | 3   | 4   | 11  | 17  | 9   | 3   | 6   | 7   | 5   | 4   | Ret | 15  | 6   | 4   | 3   | 18† | 5   | Ret | Ret | 9   | 7   | 7   | 7   | 15  | 12  | 11  | 174    |
| 10                                         | Nicholas Latifi     | 6   | 2   | 4   | Ret | 6   | Ret | Ret | 17† | Ret | 22  | 9   | 10  | 13  | 7   | 5   | 4   | 8   | Ret | 7   | 8   | 17† | Ret | 8   | 4   | 13  | 10  | Ret | Ret | 6   | 4   |     |     |     | 128    |
| 11                                         | Gustavo Menezes     | 16  | 13  | 18  | Ret | 21  | 9   | 15  | 13  | Ret | 17  | 7   | 8   | 6   | 3   | 3   | Ret | 10  | 5   | 10  | 15  | 12  | 7   | 5   | 8   | 14  | 13  | 13  | Ret | 10  | 10  | 8   | 9   | 16  | 91     |
| 12                                         | Félix Serrallés     | 7   | 15  | 10  | 8   | 8   | Ret | 6   | 8   | 13  | 7   | 8   | 7   | 11  | Ret | 4   | 8   | 11  | 13  | 9   | 10  | Ret | 14  | Ret | Ret | 12  | Ret | 7   | 8   | 8   | 9   | 9   | 11  | Ret | 82     |
| 13                                         | Ed Jones            | 8   | 7   | 15  | 2   | 3   | 15  | 8   | Ret | 17  |     |     |     |     |     |     |     |     |     |     |     |     | NC  | 6   | 6   | 10  | 8   | DNS | 13  | 13  | Ret | 13  | 14  | 9   | 70     |
| 14                                         | Dennis van de Laar  | 11  | 9   | 12  | 19  | 12  | 13  | 13  | 5   | 7   | 8   | 12  | 14  | 17  | 14  | 20  | Ret | 12  | DNS | 12  | 9   | 6   | 8   | Ret | 14  | 11  | 12  | Ret | 12  | 11  | 13  | 17  | 10  | 10  | 38     |
| 15                                         | Tatiana Calderón    | 23  | 18  | 19  | 18  | 22  | 18  | 18  | Ret | 15  | 20  | 15  | 16  | 15  | 5   | 17  | Ret | Ret | 10  | 14  | 11  | 8   | 15  | 13  | 9   | Ret | 9   | 8   | 9   | 14  | Ret | 12  | 8   | Ret | 29     |
| 16                                         | Mitch Gilbert       | 13  | 16  | Ret | 6   | 11  | 14  | Ret | 6   | 5   | 9   | 11  | 23  | 20  | 12  | 18  | 11  | 20  | 17  |     |     |     |     |     |     |     |     |     |     |     |     |     |     |     | 28     |
| 17                                         | Roy Nissany         | 20  | 22  | 16  | Ret | 15  | 8   | 20  | 9   | 16  | 15  | 14  | 11  | 16  | 11  | 12  | 7   | 19  | Ret | 18  | 14  | 16  | 11  | 14  | 11  | 15  | 11  | 6   | Ret | 21  | 12  | 11  | 7   | 13  | 26     |
| 18                                         | Sean Gelael         | 15  | 20  | NC  | 13  | 20  | 22  | 10  | Ret | Ret | 10  | 21  | 13  | 18  | 13  | 13  | 9   | 17  | 6   | 17  | 17  | 11  | 12  | 7   | 10  | 16  | 21† | 11  | 10  | 16  | Ret | 10  | 18  | 8   | 25     |
| 19                                         | Santino Ferrucci    |     |     |     |     |     |     |     |     |     |     |     |     | Ret | DNS | 15  | 12  | 5   | 4   | 16  | 13  | 14  | Ret | 12  | 20† | 9   | 17  | 14  | Ret | Ret | 16  | 19  | 17  | 15  | 24     |
| 20                                         | Jules Szymkowiak    | 19  | 24  | 20  | Ret | 16  | 16  | 19  | Ret | 14  | 6   | 19  | 15  | 9   | Ret | 8   | 18† | Ret | Ret | 11  | 12  | 13  | Ret | 9   | 15  | 17  | 14  | 10  | Ret | 15  | 14  | 22  | 15  | 20  | 17     |
| 21                                         | John Bryant-Meisner | 18  | 10  | 11  | 20  | 13  | 19  | 12  | 11  | 8   | 14  | 10  | 12  | 14  | 18  | 23† | 15  | 13  | 15  |     |     |     | 20  | 11  | Ret |     |     |     |     |     |     |     |     |     | 6      |
| 22                                         | Felipe Guimarães    | 10  | 11  | Ret | 12  | 14  | Ret | 16  | 15  | 12  | 13  | 13  | 20  | 8   | Ret | Ret | Ret | Ret | Ret |     |     |     |     |     |     |     |     |     |     |     |     |     |     |     | 5      |
| 23                                         | Spike Goddard       | 14  | Ret | 21  | 10  | 24  | 12  | 9   | Ret | Ret | 16  | 23  | 22  | 12  | 15  | 22  | 17  | Ret | 14  |     |     |     | 21  | Ret | 17  | 19  | 15  | 17  | 15  | 18  | 19  | 20  | 21  | 12  | 3      |
| 24                                         | Hector Hurst        | 22  | Ret | 13  | 15  | 23  | 17  | 21  | 10  | 18  | 18  | 20  | 19  | 19  | 17  | Ret | 13  | 15  | 16  | 19  | Ret | 9   | 16  | 19  | 16  |     |     |     |     |     |     |     |     |     | 3      |
| 25                                         | Alexander Toril     | Ret | 19  | 14  | 16  | 19  | 20  | Ret | 16  | Ret | 12  | 22  | 18  | Ret | 19† | 14  | 16  | 18  | 12  |     |     |     | 17  | 10  | Ret | 18  | 16  | 12  | Ret | Ret | 15  | 21  | 16  | 21† | 1      |
| 26                                         | Riccardo Agostini   | 21  | 23  | 22† | Ret | 18  | 10  | 22† | 14  | Ret |     |     |     |     |     |     |     |     |     |     |     |     |     |     |     |     |     |     |     |     |     |     |     |     | 1      |
| 27                                         | Sandro Zeller       |     |     |     | 14  | 17  | 11  |     |     |     | 21  | 18  | Ret | 21  | 16  | Ret | 14  | 16  | 18  |     |     |     | 18  | Ret | 18  | 22  | 19  | 16  | Ret | 23  | Ret | 18  | 20  | 17  | 0      |
| 28                                         | Michele Beretta     | Ret | 21  | 17  | 17  | Ret | 21  | Ret | 12  | Ret | Ret | 24  | 21  | 22  | Ret | 19  | Ret | Ret | 19  | 20  | Ret | 15  | 22  | 17  | Ret | 21  | 18  | 15  | 17  | 17  | 17  | Ret | NC  | 14  | 0      |
| 29                                         | Alfonso Celis Jr.   |     |     |     |     |     |     |     |     |     |     |     |     |     |     |     |     |     |     |     |     |     | 19  | 15  | Ret |     |     |     |     |     |     |     |     |     | 0      |
| 30                                         | Wing Chung Chang    |     |     |     |     |     |     |     |     |     |     |     |     |     |     |     |     |     |     |     |     |     |     |     |     | 20  | 20  | 18  | 18  | 22  | 18  | Ret | 22  | 19  | 0      |
| Pilotos invitados inelegibles para puntuar |                     |     |     |     |     |     |     |     |     |     |     |     |     |     |     |     |     |     |     |     |     |     |     |     |     |     |     |     |     |     |     |     |     |     |        |
|                                            | William Buller      |     |     |     |     |     |     |     |     |     |     |     |     |     |     |     |     |     |     |     |     |     |     |     |     |     |     |     | Ret | Ret | 6   |     |     |     |        |
|                                            | Nick Cassidy        |     |     |     |     |     |     |     |     |     |     |     |     |     |     |     |     |     |     |     |     |     |     |     |     |     |     |     | 11  | 12  | 22  | 16  | 19  | 18  |        |
|                                            | Sérgio Sette Câmara |     |     |     |     |     |     |     |     |     |     |     |     |     |     |     |     |     |     |     |     |     |     |     |     |     |     |     | 14  | 20  | 21  |     |     |     |        |
|                                            | Martin Cao          |     |     |     |     |     |     |     |     |     |     |     |     |     |     |     |     |     |     |     |     |     |     |     |     |     |     |     | Ret | 24  | 20  |     |     |     |        |
|                                            | Stefano Coletti     |     |     |     |     |     |     |     |     |     |     |     |     |     |     |     |     |     |     |     |     |     |     |     |     |     |     |     |     |     |     | Ret | Ret | 22  |        |
| Pos.                                       | Piloto              | SIL | SIL | SIL | HOC | HOC | HOC | PAU | PAU | PAU | HUN | HUN | HUN | SPA | SPA | SPA | NOR | NOR | NOR | MSC | MSC | MSC | RBR | RBR | RBR | NÜR | NÜR | NÜR | IMO | IMO | IMO | HOC | HOC | HOC | Puntos |

| Color     | Resultado                                                               |
| --------- | ----------------------------------------------------------------------- |
| Oro       | Ganador                                                                 |
| Plata     | 2.ª plaza                                                               |
| Bronce    | 3.ª plaza                                                               |
| Verde     | Finalizó en los puntos                                                  |
| Azul      | Finalizó sin puntos                                                     |
| Azul      | NC - No clasificado                                                     |
| Violeta   | Ret - No terminó (Carrera)                                              |
| Rojo      | DNQ - No se clasificó                                                   |
| Negro     | DSQ - Descalificado                                                     |
| Blanco    | DNS - No empezó (carrera)                                               |
| Blanco    | WD - Retirado (fin de semana)                                           |
| Blanco    | C - Carrera cancelada                                                   |
| Sin color | DNP - Inscrito pero no participó                                        |
| Sin color | INJ - Lesionado                                                         |
| Sin color | EX - Excluido                                                           |
| Estado    | Resultado                                                               |
| Negrita   | Pole position                                                           |
| Cursiva   | Vuelta rápida                                                           |
| †         | Abandona, pero clasifica al completar el porcentaje requerido para ello |

- [1]

### Campeonato de Novatos
| Pos. | Piloto           | SIL | SIL | SIL | HOC | HOC | HOC | PAU | PAU | PAU | HUN | HUN | HUN | SPA | SPA | SPA | NOR | NOR | NOR | MSC | MSC | MSC | RBR | RBR | RBR | NÜR | NÜR | NÜR | IMO | IMO | IMO | HOC | HOC | HOC | Puntos |
| ---- | ---------------- | --- | --- | --- | --- | --- | --- | --- | --- | --- | --- | --- | --- | --- | --- | --- | --- | --- | --- | --- | --- | --- | --- | --- | --- | --- | --- | --- | --- | --- | --- | --- | --- | --- | ------ |
| 1    | Esteban Ocon     | 2   | 1   | 3   | 9   | 1   | 2   | 1   | 2   | 2   | 2   | 1   | 1   | Ret | 2   | 2   | 2   | 14  | 2   | 1   | 1   | 1   | 13  | Ret | 13  | 6   | 3   | Ret | 1   | 4   | 3   | 7   | 4   | 7   | 619    |
| 2    | Max Verstappen   | Ret | 5   | 2   | Ret | DNS | 1   | 3   | Ret | Ret | Ret | 16  | 4   | 1   | 1   | 1   | 1   | 1   | 1   | 3   | Ret | 2   | 5   | 4   | 12  | 1   | Ret | 3   | Ret | 2   | 1   | 1   | 5   | 6   | 514    |
| 3    | Jake Dennis      | 17  | 17  | Ret | 7   | 10  | 6   | 4   | 3   | 4   | 11  | 17  | 9   | 3   | 6   | 7   | 5   | 4   | Ret | 15  | 6   | 4   | 3   | 18† | 5   | Ret | Ret | 9   | 7   | 7   | 7   | 15  | 12  | 11  | 450    |
| 4    | Antonio Fuoco    | 4   | 3   | 1   | 11  | Ret | 3   | 17  | 19† | 11  | 19  | 2   | 2   | 5   | Ret | 16  | Ret | 7   | 9   | 6   | 2   | 3   | 6   | 1   | 19  | 2   | 4   | 4   | 16  | 25  | 2   | 14  | DSQ | DNS | 433    |
| 5    | Jules Szymkowiak | 19  | 24  | 20  | Ret | 16  | 16  | 19  | Ret | 14  | 6   | 19  | 15  | 9   | Ret | 8   | 18† | Ret | Ret | 11  | 12  | 13  | Ret | 9   | 15  | 17  | 14  | 10  | Ret | 15  | 14  | 22  | 15  | 20  | 297    |
| 6    | Michele Beretta  | Ret | 21  | 17  | 17  | Ret | 21  | Ret | 12  | Ret | Ret | 24  | 21  | 22  | Ret | 19  | Ret | Ret | 19  | 20  | Ret | 15  | 22  | 17  | Ret | 21  | 18  | 15  | 17  | 17  | 17  | Ret | Ret | 14  | 197    |
| 7    | Santino Ferrucci |     |     |     |     |     |     |     |     |     |     |     |     | Ret | DNS | 15  | 12  | 5   | 4   | 16  | 13  | 14  | Ret | 12  | 20† | 9   | 17  | 14  | Ret | Ret | 16  | 19  | 17  | 15  | 170    |
| Pos. | Piloto           | SIL | SIL | SIL | HOC | HOC | HOC | PAU | PAU | PAU | HUN | HUN | HUN | SPA | SPA | SPA | NOR | NOR | NOR | MSC | MSC | MSC | RBR | RBR | RBR | NÜR | NÜR | NÜR | IMO | IMO | IMO | HOC | HOC | HOC | Puntos |

| Color     | Resultado                                                               |
| --------- | ----------------------------------------------------------------------- |
| Oro       | Ganador                                                                 |
| Plata     | 2.ª plaza                                                               |
| Bronce    | 3.ª plaza                                                               |
| Verde     | Finalizó en los puntos                                                  |
| Azul      | Finalizó sin puntos                                                     |
| Azul      | NC - No clasificado                                                     |
| Violeta   | Ret - No terminó (Carrera)                                              |
| Rojo      | DNQ - No se clasificó                                                   |
| Negro     | DSQ - Descalificado                                                     |
| Blanco    | DNS - No empezó (carrera)                                               |
| Blanco    | WD - Retirado (fin de semana)                                           |
| Blanco    | C - Carrera cancelada                                                   |
| Sin color | DNP - Inscrito pero no participó                                        |
| Sin color | INJ - Lesionado                                                         |
| Sin color | EX - Excluido                                                           |
| Estado    | Resultado                                                               |
| Negrita   | Pole position                                                           |
| Cursiva   | Vuelta rápida                                                           |
| †         | Abandona, pero clasifica al completar el porcentaje requerido para ello |

- [1]

### Campeonato de Equipos
Para cada carrera, cada equipo sumaba los puntos de sus dos pilotos mejores ubicados.
| Pos.                                    | Equipo                   | Puntos |
| --------------------------------------- | ------------------------ | ------ |
| 1                                       | Prema Powerteam          | 740    |
| 2                                       | Jagonya Ayam with Carlin | 704    |
| 3                                       | Mücke Motorsport         | 605    |
| 4                                       | Van Amersfoort Racing    | 539    |
| 5                                       | Carlin                   | 418    |
| 6                                       | Team West-Tec F3         | 130    |
| 7                                       | Fortec Motorsports       | 75     |
| 8                                       | Jo Zeller Racing         | 49     |
| 9                                       | EuroInternational        | 36     |
| 10                                      | ThreeBond with T-Sport   | 23     |
| 11                                      | Double R Racing          | 14     |
| Equipo invitado inelegible para puntuar |                          |        |
|                                         | Signature                | 0      |

- [1]